# マーク・デイ
マーク・デイ（Mark Day）は、イギリスの編集技師。

## 来歴
デヴィッド・イェーツ監督と共に、『セックス・トラフィック』、『ステート・オブ・プレイ〜陰謀の構図〜』、『ある日、ダウニング街で』など30以上のテレビ映画やテレビシリーズを編集した。彼は再びデヴィッド・イェーツと共に、2007年に公開された映画『ハリー・ポッター』シリーズの第5作『ハリー・ポッターと不死鳥の騎士団』を編集し、さらにその続編の『ハリー・ポッターと謎のプリンス』にも参加した。